# Frida (2002)
Frida ist eine Filmbiografie aus dem Jahr 2002 mit Salma Hayek in der Titelrolle. Der unter der Regie von Julie Taymor entstandene Film zeichnet das Leben der mexikanischen Malerin Frida Kahlo nach. Tragende Rollen sind mit Alfred Molina, Antonio Banderas und Valeria Golino besetzt.

## Handlung
Hintergrund ist das großstädtische Leben der Hauptstadt Mexikos im frühen 20. Jahrhundert. Eine hübsche und temperamentvolle junge Frau, Frida, erleidet einen tragischen Verkehrsunfall, der sie für lange Zeit ans Bett fesselt. Doch sie gibt sich nicht auf, sondern beginnt mit eisernem Willen aus der Bettlägerigkeit heraus zu malen. Ihre Träume, Sehnsüchte und insbesondere ihre Schmerzen verarbeitet sie in leidenschaftlichen, unverblümten Ölgemälden, durch deren aufrichtige Eindringlichkeit sie die Aufmerksamkeit und Liebe ihres späteren langjährigen Lebensgefährten und Ehemanns Diego Rivera gewinnt. Eine wildromantische Liebesgeschichte, in der Flirts und Seitensprünge beider Ehepartner breiten Raum einnehmen, entwickelt sich. Frida bändelt auch mit so illustren Persönlichkeiten wie Leo Trotzki an.
Als Frida Diego beim Sex mit ihrer Schwester erwischt, trennt sie sich von ihm. Später kommt es zur Scheidung, der kurz darauf eine erneute Eheschließung unter dramatischen Umständen folgt: Nachdem ihr wegen Wundbrands die Zehen eines Fußes amputiert werden mussten, macht Diego ihr einen erneuten Heiratsantrag, den sie auch annimmt. Die Ehe hält diesmal bis zu Fridas frühzeitigem Tod.

## Produktion

### Produktionsnotizen, Hintergrund
Die ursprüngliche literarische Vorlage stammte von Hayden Herrera, mit der Optimierung des Drehbuchs waren Rodrigo García, Diane Lake, Gregory Nava, Edward Norton, Walter Salles, Clancy Sigal und Anna Thomas befasst. Der Soundtrack ist von Elliot Goldenthal, der neben eigenen Kompositionen auf mexikanische Künstler wie Lila Downs und Chavela Vargas, aber auch auf Caetano Veloso, zurückgegriffen hat.
Frida Kahlo hatte unter anderem eine Affäre mit der Sängerin Chavela Vargas, die als über 80-Jährige in dem Film mitspielte und den Bolero La Llorona singt.
Salma Hayek singt im Film das Lied La Bruja, eines der Lieblingslieder von Diego Rivera.
Laut eigener Aussage wurde Salma Hayek während der Dreharbeiten vom Eigentümer der Produktionsfirma Miramax, Harvey Weinstein, massiv sexuell belästigt und zu einer „sinnlosen“ Nacktszene gezwungen, die zu einem Nervenzusammenbruch am Set geführt haben soll. Sie hielt das Recht am Drehbuch, er drohte, ihr die Hauptrolle wegzunehmen, wogegen sie sich mit Hilfe von Anwälten wehrte. Weinstein bestreitet die Vorwürfe.

### Veröffentlichung
International wurde der 12 Millionen US-Dollar teure Spielfilm am 29. August 2002 für die Kinos freigegeben, in Deutschland lief er am 6. März 2003 an, ebenso in Österreich. In der Schweiz kam er in der Deutsch sprechenden Region am 27. März 2003 in die Kinos. Vorgestellt wurde er zudem auf folgenden Festivals:
- 29. August 2002 Filmfestspiele Venedig (Premiere)
- 7. September 2002 Toronto International Film Festival
- 17. Oktober 2002 Chicago International Film Festival
- 16. November 2002 Oslo International Film Festival
- 3. Dezember 2002 Festival of the New Latin American Cinema
- 11. Januar 2003 Palm Springs International Film Festival
- 17. Januar 2003 Bangkok International Film Festival
- März 2003 Valenciennes Film Festival
- 22. Juni 2003 Art Film Festival in der Slowakei

Im Jahr 2002 wurde der Film in folgenden Ländern veröffentlicht: Italien, Kanada, USA, Israel, Norwegen, Mexiko, Argentinien, Kolumbien, Kuba, Finnland, Dänemark, Schweden und Australien; 2003 in Belgien, Thailand, den Niederlanden, Island, Russland, Peru, Vereinigtes Königreich, Spanien, Polen, Frankreich, Chile, Bulgarien, Hongkong, Irland, in der Türkei, in Ungarn, Slowenien, Brasilien, Griechenland, Portugal, Georgien, Tschechische Republik, Philippinen, Japan (Tokio), Litauen, Serbien und Südkorea. Der englische Arbeitstitel lautete: Frida Kahlo.

## Kritiken
„‚Frida‘ ist ein szenisches Mosaik, gefügt aus eher konventionell erzählten Passagen, deren Herzstück die dramatische Liebesgeschichte zwischen Frida und Diego ist, und plötzlichen Ausbrüchen, in denen alles zu glühen beginnt: die Farben, die Leidenschaften, die Musik, der Sex, das überschwenglich Theatralische und imaginär Verspielte.“

„Schön sind die Bilder, die einige von Kahlos Werken als Diaramen animieren, so spielerisch die Kunst ins Leben führend, und dieses wieder zu Kunst erstarren lassend. Schön ist auch Salma Hayek, nicht nur schön, auch engagiert, auch gut, auch exzentrisch. […] Als Frida, das junge Mädchen, nach dem Unfall erfährt, dass ihr Freund nach Europa geht, da malt sie sich einen Schmetterling auf den Gips, später bestreut sie den Ganzkörpergips mit lauter Schmetterlingen. So lernt sie leidend ihre Medizin. Und so ist dieser Film: Wunderschöne Schmetterlinge, darunter schlichter Gips.“

„Die Ausflüge ins Surreale, Phantastische, Malerische gleichen den Film der Kunst seiner Heldin in kongenialer Weise an. Dann ist ‚Frida‘ nicht mehr biederes Porträt, sondern ein Bild von einem Film - bunt, phantasievoll und rätselhaft.“

„Der ganze Stolz der Produktion sind jedoch die ‚3-D-Livemalereien‘, eine eigens entwickelte Animationstechnik, bei der Kahlos Bilder laufen lernen. Bei einem Oeuvre, das mit anatomischen Details von schockierenden Verletzungen, von Fehlgeburten, herausgelösten Herzen und organischen Drenagen erzählt, wirkt eine solche Trickserei unfreiwillig komisch. Die Heftigkeit von Kahlos malerischem Dialog mit sich selbst verrennt sich hier in einen tragisch-putzigen Cartoon à la ‚Monty Python’s Flying Circus‘.“

## Auszeichnungen
Bei der Oscar-Verleihung 2003 wurde der Film in folgenden Kategorien ausgezeichnet:
- „Beste Filmmusik“ (Elliot Goldenthal) und
- „Beste Maske“ (John E. Jackson)

Nominiert war er in den vier weiteren Kategorien:
- „Beste Hauptdarstellerin“ (Salma Hayek)
- „Bestes Szenenbild“ (Felipe Fernández del Paso, Hannia Robledo)
- „Bestes Kostümdesign“ (Julie Weiss)
- „Bester Filmsong“ (Burn It Blue – Elliot Goldenthal, Julie Taymor)

Golden Globe Awards 2003: 
- Gewinner: Elliot Goldenthal in der Kategorie „Beste Filmmusik“
- nominiert: Salma Hayek in der Kategorie „Beste Hauptdarstellerin“

British Academy Film Awards 2003
- Gewinner: Judy Chin, Beatrice De Alba, John E. Jackson, Regina Reyes in der Kategorie „Beste Maske“
- nominiert: Salma Hayek in der Kategorie „Beste Hauptdarstellerin“
- nominiert: Alfred Molina in der Kategorie „Bester Nebendarsteller“
- nominiert: Julie Weiss in der Kategorie „Beste Kostüme“

American Film Institute 2003
- AFI Award in der Kategorie „Film des Jahres“

Goldene Kamera 2003
- Auszeichnung in der Kategorie „Film international“ für Salma Hayek unter anderem für ihre Leistung in diesem Film